# Seznam brankářů HC Ocelářů Třinec
Toto je historická tabulka brankářů od sezóny 1995/1996, kteří hráli nebo hrají za klub HC Oceláři Třinec v české hokejové extralize (pouze za klub HC Oceláři Třinec). Tučně jsou označeni hráči, kteří jsou před sezónou 2025/2026 aktivní v klubu HC Oceláři Třinec. 
- Aktualizece po sezóně 2024/2025
- Zdroj =
- Zdroj =

| Brankář           | Odchytané zápasy v ZČ | Odchytané zápasy v play off | Celkem | Počet nul v ZČ | Počet nul v Playoff |
| ----------------- | --------------------- | --------------------------- | ------ | -------------- | ------------------- |
| Šimon Hrubec      | 273                   | 67                          | 340    | 33             | 3                   |
| Peter Hamerlík    | 214                   | 56                          | 270    | 19             | 4                   |
| Martin Vojtek     | 223                   | 28                          | 251    | 13             | 3                   |
| Vlastimil Lakosil | 215                   | 27                          | 242    | 12             | 3                   |
| Radovan Biegl     | 190                   | 26                          | 216    | 11             | 2                   |
| Ondřej Kacetl     | 112                   | 70                          | 182    | 2              | 12                  |
| Marek Mazanec     | 126                   | 16                          | 142    | 9              | 0                   |
| Roman Čechmánek   | 58                    | 9                           | 67     | 2              | 0                   |
| Marek Novotný     | 50                    | 4                           | 54     | 3              | 0                   |
| Jozef Lucák       | 45                    | 4                           | 49     | 1              | 0                   |
| Jakub Štěpánek    | 45                    | 0                           | 45     | 6              | 0                   |
| Petr Kváča        | 32                    | 0                           | 32     | 2              | 0                   |
| Tomáš Duba        | 27                    | 1                           | 28     | 1              | 0                   |
| Luboš Horčička    | 25                    | 1                           | 26     | 0              | 0                   |
| Lukáš Daneček     | 23                    | 0                           | 23     | 0              | 0                   |
| Michal Hlinka     | 18                    | 2                           | 20     | 0              | 0                   |
| Josef Kořenář     | 11                    | 0                           | 11     | 1              | 0                   |
| Patrik Bartošák   | 11                    | 0                           | 11     | 2              | 0                   |
| Pavel Kantor      | 6                     | 0                           | 6      | 0              | 0                   |
| Marek Schwarz     | 5                     | 0                           | 5      | 0              | 0                   |
| Jan Strmeň        | 5                     | 0                           | 5      | 0              | 0                   |
| Michal Podolka    | 4                     | 0                           | 4      | 0              | 0                   |
| Branislav Konrád  | 3                     | 0                           | 3      | 0              | 0                   |
| Jiří Trvaj        | 2                     | 0                           | 2      | 1              | 0                   |
| Nick Malík        | 2                     | 0                           | 2      | 0              | 0                   |
| Miroslav Svoboda  | 1                     | 1                           | 2      | 0              | 0                   |
| Patrik Švančara   | 2                     | 0                           | 2      | 0              | 0                   |